# Rajd ELPA 1995
Rajd Elpa 1995 (20. Rally ELPA) – 20. edycja rajdu samochodowego Rajd Elpa rozgrywanego w Grecji. Rozgrywany był od 26 do 27 sierpnia 1995 roku. Była to trzydziesta siódma runda Rajdowych Mistrzostw Europy w roku 1995 (rajd miał najwyższy współczynnik – 20) oraz czwarta runda Rajdowych Mistrzostw Grecji. Składał się z 18 odcinków specjalnych.

## Klasyfikacja rajdu
| Miejsce                      | Kierowca                     | Pilot                        | Samochód                     | Czas                         | Strata                       |                              |
| Klasyfikacja generalna i ERC | Klasyfikacja generalna i ERC | Klasyfikacja generalna i ERC | Klasyfikacja generalna i ERC | Klasyfikacja generalna i ERC | Klasyfikacja generalna i ERC | Klasyfikacja generalna i ERC |
| ---------------------------- | ---------------------------- | ---------------------------- | ---------------------------- | ---------------------------- | ---------------------------- | ---------------------------- |
| 1.                           | Leonídas Kirkos              | Ioánnis Stavropoulos         | Ford Escort RS Cosworth      | 3:30:11                      | 0.0                          |                              |
| 2.                           | Armodios Vovos               | Konstantinos Stefanis        | Lancia Delta HF Integrale    | 3:33:52                      | +3:41                        |                              |
| 3.                           | Marc Timmers                 | Alain Robert                 | Lancia Delta HF Integrale    | 3:35:05                      | +4:54                        |                              |
| 4.                           | Stratis Hatzipanayiotou      | Tonia Pavli                  | Nissan Sunny GTi             | 3:45:57                      | +15:46                       |                              |
| 5.                           | Piergiorgio Bedini           | Luca Bonvicini               | Ford Escort RS Cosworth      | 3:47:08                      | +16:57                       |                              |
| 6.                           | Manolis Panagiotopoulos      | Nikos Panou                  | Nissan Sunny GTI-R           | 3:48:40                      | +18:29                       |                              |
| 7.                           | Giorgos Angelidis            | Anastasios Goussetis         | Mercedes-Benz 190E           | 3:51:26                      | +21:15                       |                              |
| 8.                           | Petros Triantafillis         | Kóstas Agravanis             | Lancia Delta Integrale 16V   | 3:51:38                      | +21:27                       |                              |
| 9.                           | Nejat Avci                   | Berker Sohtorık              | Renault 19 16S               | 3:52:55                      | +22:44                       |                              |
| 10.                          | Antonello Fidanza            | Daniele Ciocca               | Mitsubishi Lancer Evo II     | 3:56:45                      | +26:34                       |                              |
| Mistrzostwa Grecji           |                              |                              |                              |                              |                              |                              |
| 1.                           | Leonídas Kirkos              | Ioánnis Stavropoulos         | Ford Escort RS Cosworth      | 3:30:11                      | 0.0                          |                              |
| 2.                           | Armodios Vovos               | Konstantinos Stefanis        | Lancia Delta HF Integrale    | 3:33:52                      | +3:41                        |                              |
| 3.                           | Stratis Hatzipanayiotou      | Tonia Pavli                  | Nissan Sunny GTi             | 3:45:57                      | +15:46                       |                              |
| 4.                           | Manolis Panagiotopoulos      | Nikos Panou                  | Nissan Sunny GTI-R           | 3:48:40                      | +18:29                       |                              |
| 5.                           | Giorgos Angelidis            | Anastasios Goussetis         | Mercedes-Benz 190E           | 3:51:26                      | +21:15                       |                              |
| 6.                           | Petros Triantafillis         | Kóstas Agravanis             | Lancia Delta Integrale 16V   | 3:51:38                      | +21:27                       |                              |